# 도쿄 메트로 유라쿠초선
도쿄 지하철 유라쿠초 선(東京地下鐵有樂町線)은 일본 사이타마현 와코시에 있는 와코시 역과 도쿄도 고토구에 있는 신키바역을 잇는 도쿄 지하철의 철도 노선이다. 일반적으로는 도쿄 메트로 유라쿠초 선(일본어: 東京メトロ有楽町線 도쿄메토로유라쿠초센[*]) 이나 지하철 유라쿠초 선(일본어: 地下鉄有楽町線 지카테쓰유라쿠초센[*])이라고 불린다. 노선 색은 ○금색을 띤 연한 황토색이다.
정식 명칭은 와코시역 ~ 고타케무카이하라역이 13호선, 고타케무카이하라역 ~ 신키바역이 8호선이다.

## 역사
- 1974년 10월 30일: 이케부쿠로 역 ~ 긴자 1초메 역이 개통
- 1980년 3월 27일: 긴자 1초메 역 ~ 신토미초 역이 개통
- 1983년 6월 24일: 영단 나리마스 역 (현재: 지하철 나리마스 역) ~ 이케부쿠로 역이 개통
- 1983년 10월 1일: 세이부 유라쿠초 선이 접속, 직결 운행 시작
- 1987년 8월 25일: 와코 시역 ~ 영단 나리마스 역이 개통. 도부 철도 도조 본선으로 직결 운행 시작
- 1988년 6월 8일: 신토미초 역 ~ 신키바 역이 개통
- 1995년 3월 20일: 도쿄 지하철 사린 사건 영향을 받았으며 오전은 운행 중지.(당일 오후에는 정상운행)
- 2004년 4월 1일: 영단 나리마스 역을 지하철 나리마스 역으로, 영단 아카쓰카 역을 지하철 아카쓰카 역으로 역명 변경

## 운행 형태
유라쿠초 선은 북쪽으로 도쿄 도의 대형 사철 회사 2개와 북쪽 방면으로 직결운행을 하고 있다. 하나는 와코시로부터 북쪽으로 도부 철도 도죠 본선의 신린코엔 역까지다. 또 하나는 코타케무카이하라 역부터 세이부 유라쿠초 선을 통해 세이부 이케부쿠로 선의 고테사시 역이나 한노 역까지 직결 운행한다. 도쿄 도 교통국에 의하면, 2009년 6월 유라쿠초 선은 도쿄에서 다섯 번째로 혼잡한 노선이었는데 첨두시간대에 히가시이케부쿠로 역부터 고코쿠지 역 간에 173%의 수송률을 기록했다.
유라쿠초 선에서 준급(準急) 운행은 2008년 6월 14일부터 2010년 3월 6일까지 와코시 역과 신키바 역에서 한 시간에 두 번 운행되었다. 와코시 역과 이케부쿠로 역 사이에서 준급은 오직 고타케무카이하라 역에만 정차했고, 이케부쿠로 역과 신키바 역 사이에는 각역에 정차했다. 준급은 주중의 첨두시간대에 운행하였고, 주말이나 휴일에는 더 자주 운행했다. 준급운행의 경우 2010년 3월 6일에 폐지 및 보통열차로 대체되었다.

## 차량
- 7000계
- 07계(현재는 도자이 선에 이적)
- 10000계
- 17000계
- 도부 철도 9000계
- 도부 철도 50070계
- 도쿄 급행 전철 5050계(공용구간: 와코시 - 가나메초) 구간에만 운행
- 미나토미라이 선 Y500계(공용구간: 와코시 - 가나메초) 구간에만 운행
- 세이부 철도 6000계
- 세이부 철도 40000계
- 오다큐 전철 60000형(임시 열차로 지요다 선을 거쳐 사쿠라다몬 ~ 신키바 구간을 운행)

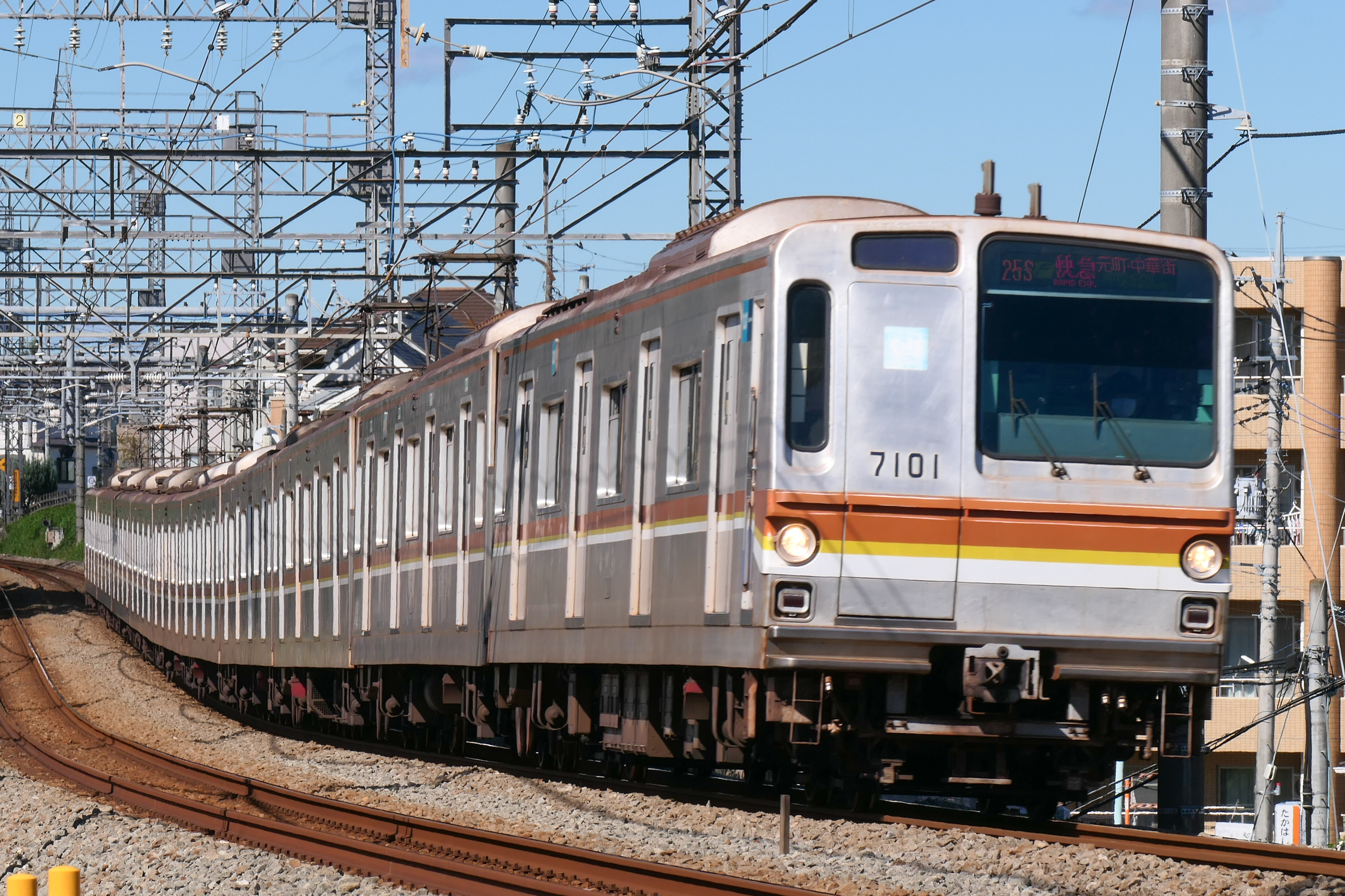
7000계
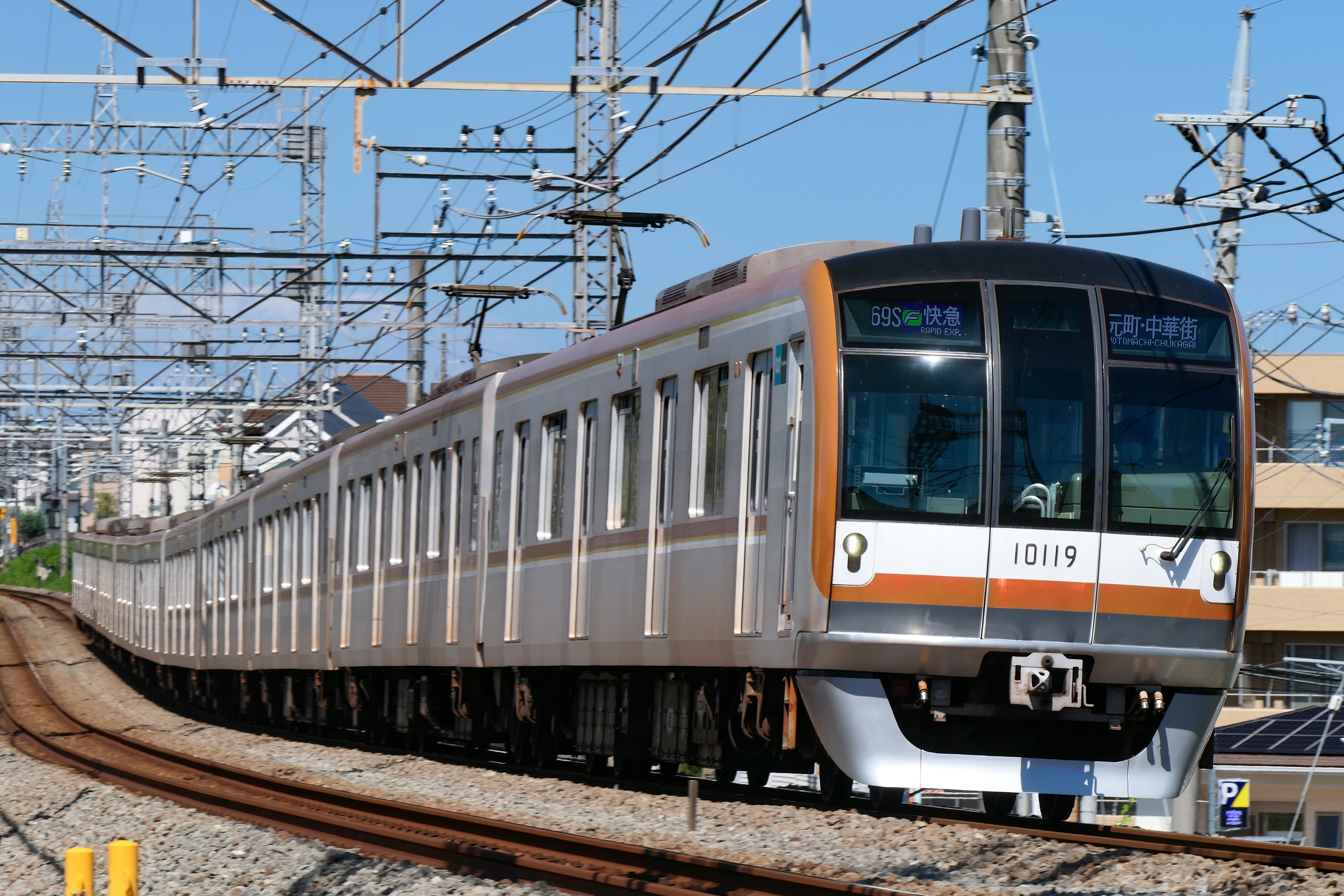
10000계
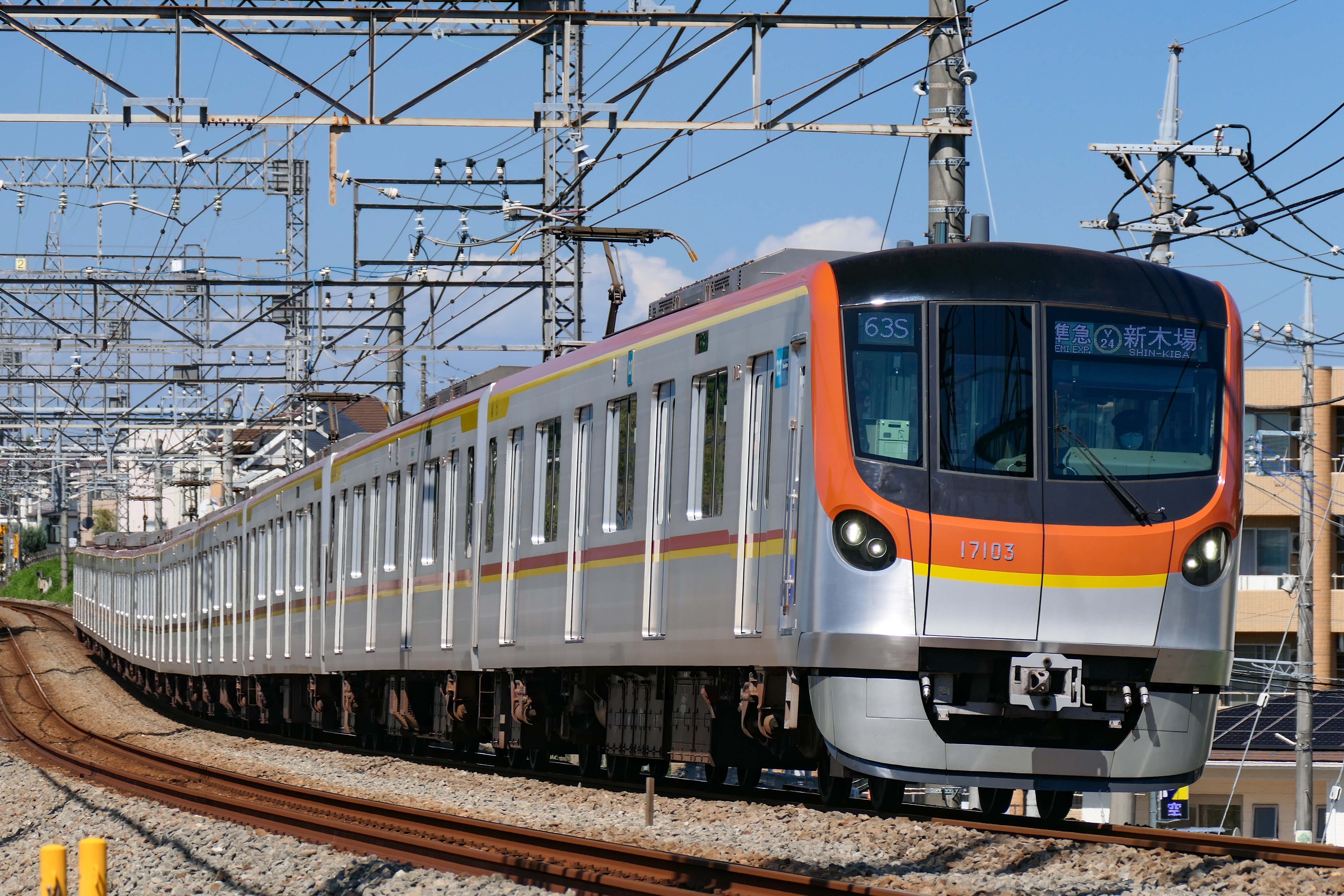
17000계

## 역 목록
- S : S-train 정차역
- ○ 도쿄 메트로 후쿠토신선 노선색으로 표시된 구간(와코시-고타케무카이하라)은 도쿄 메트로 후쿠토신선과 선로를 공유하여 운행하며, 센카와역, 가나메초역, 이케부쿠로역은 도쿄 메트로 후쿠토신선과 다른 선로를 사용한다.

| 역 번호 | 역명             | 일어 역명  | S                                                     | 접속 노선 | 역간 거리 | 누적 거리 | 소재지            | 소재지            |
| ------- | ---------------- | ---------- | ----------------------------------------------------- | --- | --------- | --------- | ----------------- | ----------------- |
| Y-01    | 와코시           | 和光市     |                                                       | 후쿠토신 선 (F-01, 공용) 도부 철도 도조 본선 (TJ-11, 직결 운행) |           | 0.0       | 사이타마현 와코시 | 사이타마현 와코시 |
| Y-02    | 지카테쓰나리마스 | 地下鉄成増 |                                                       | 2.2 | 2.2       | 도 쿄 도  | 이타바시구        |                   |
| Y-03    | 지카테쓰아카쓰카 | 地下鉄赤塚 |                                                       | 1.4 | 3.6       | 도 쿄 도  | 네리마구          |                   |
| Y-04    | 헤이와다이       | 平和台     |                                                       | 1.8 | 5.4       | 도 쿄 도  | 네리마구          |                   |
| Y-05    | 히카와다이       | 氷川台     |                                                       | 1.4 | 6.8       | 도 쿄 도  | 네리마구          |                   |
| Y-06    | 고타케무카이하라 | 小竹向原   | │                                                     | 후쿠토신 선 (F-06, 공용) 세이부 철도 유라쿠초 선 (SI 37, 직결 운행)                                                                                                  | 1.5       | 도 쿄 도  | 네리마구          | 8.3               |
| Y-07    | 센카와           | 千川       | │                                                     | 후쿠토신 선 (F-07) | 1.0       | 도 쿄 도  | 9.3               | 도시마구          |
| Y-08    | 가나메초         | 要町       | │                                                     | 후쿠토신 선 (F-08) | 1.0       | 도 쿄 도  | 10.3              | 도시마구          |
| Y-09    | 이케부쿠로       | 池袋       | │                                                     | 마루노우치 선 (M-25) 후쿠토신 선 (F-09) 야마노테 선 (JY 13) 사이쿄 선 (JA 12) 쇼난 신주쿠 라인 (JS 23) 도부 철도 도조 본선 (TJ-01) 세이부 철도 이케부쿠로 선 (SI 01) | 1.2       | 도 쿄 도  | 11.5              | 도시마구          |
| Y-10    | 히가시이케부쿠로 | 東池袋     | │                                                     | 아라카와 선 (히가시이케부쿠로 4초메 정류장, SA 25) | 0.9       | 도 쿄 도  | 12.4              | 도시마구          |
| Y-11    | 고코쿠지         | 護国寺     | │                                                     | | 1.1       | 도 쿄 도  | 13.5              | 분쿄구            |
| Y-12    | 에도가와바시     | 江戸川橋   | │                                                     | 1.3 | 14.8      | 도 쿄 도  |                   | 분쿄구            |
| Y-13    | 이다바시         | 飯田橋     | ●                                                     | 도자이 선 (T-06) 난보쿠 선 (N-10) 오에도 선 (E-06) 주오·소부 완행선 (JB 16)                                                                                          | 1.6       | 도 쿄 도  | 16.4              | 신주쿠구          |
| Y-14    | 이치가야         | 市ケ谷     | │                                                     | 난보쿠 선 (N-09) 신주쿠 선 (S-04) 주오·소부 완행선 (JB 15) | 1.1       | 도 쿄 도  | 17.5              | 지요다구          |
| Y-15    | 고지마치         | 麹町       | │                                                     | | 0.9       | 도 쿄 도  | 18.4              | 지요다구          |
| Y-16    | 나가타초         | 永田町     | │                                                     | 난보쿠 선 (N-07) 한조몬 선 (Z-04) 긴자 선 (아카사카미쓰케 역, G-05) 마루노우치 선 (아카사카미쓰케 역, M-13)                                                          | 0.9       | 도 쿄 도  | 19.3              | 지요다구          |
| Y-17    | 사쿠라다몬       | 桜田門     | │                                                     | | 0.9       | 도 쿄 도  | 20.2              | 지요다구          |
| Y-18    | 유라쿠초         | 有楽町     | ●                                                     | 야마노테 선 (JY 30) 게이힌 도호쿠 선 (JK 25) 히비야 선 (히비야 역, H-08) 지요다 선 (히비야 역, C-09) 미타 선 (히비야 역, I-08) 게이요 선 (도쿄역, JE 01)             | 1.0       | 도 쿄 도  | 21.2              | 지요다구          |
| Y-19    | 긴자 1초메       | 銀座一丁目 | │                                                     | 히비야 선 (긴자 역, H-09) 긴자 선 (긴자 역, G-09) 마루노우치 선 (긴자 역, M-16)                                                                                      | 0.5       | 도 쿄 도  | 21.7              | 주오구            |
| Y-20    | 신토미초         | 新富町     | │                                                     | 히비야 선 (쓰키지 역, H-11) | 0.7       | 도 쿄 도  | 22.4              | 주오구            |
| Y-21    | 쓰키시마         | 月島       | │                                                     | 오에도 선 (E-16) | 1.3       | 도 쿄 도  | 23.7              | 주오구            |
| Y-22    | 도요스           | 豊洲       | ●                                                     | 유리카모메 도쿄 임해 신교통 임해선 (U-16) | 1.4       | 도 쿄 도  | 25.1              | 고토구            |
| Y-23    | 다쓰미           | 辰巳       |                                                       | | 1.7       | 도 쿄 도  | 26.8              | 고토구            |
| Y-24    | 신키바           | 新木場     | 게이요 선 (JE 05) 도쿄 임해 고속철도 린카이 선 (R 01) | 1.5 | 28.3      | 도 쿄 도  |                   | 고토구            |

## 참조
1. ↑  Metropolis, "Commute", 2009년 6월 12일, p. 07. 보관됨 2011-10-09 - 웨이백 머신
2. ↑  3月6日（土）有楽町線・副都心線のダイヤ改正 (일본어) 2010년 2월 3일. Accessed 2010년 3월 6일.